# 藤原信 (彫刻家)
藤原 信（ふじわら まこと、1938年4月8日 - 2019年6月3日）は、ドイツ（ハノーファー）とノルウェー（ラルヴィク）を拠点とする日本の彫刻家。岐阜県出身。

## 経歴
出典：
- 1958年 ~ 1964年 京都市立芸術大学美術学部美術科彫刻専攻に学ぶ。辻晉堂教授と堀内正和教授師事。
- 1964年 岡山県笠岡市北木島にて、(後に、東京の国立代々木競技場、第二体育館に設置された)彫刻家水井康雄の余韻の化石10点シリーズ作製の助手をする[3]。
- 1966年 フランス政府給生費としてパリに留学。パリ国立美術大学で学ぶ。
- 1967年 オーストリア ウィーン美術アカデミーにて、フリッツ・ウォトルバ(Fritz Wotruba)教授に師事。
- 1967年 ~ 1987年 ドイツ ベルリン芸術大学にて、彫刻科教員。
- 1987年 ~ 2003年 ハノーファー応用芸術大学（Hochschule Hannover）にて、彫刻科教授。
- 2003年 ~ ドイツ（ハノーファー）とノルウェー（ラルヴィク）の2拠点にて活動。
- 2019年 ラルヴィクでのノルウェー彫刻シンポジウムに参加中、作業室で死去。81歳没[4]。

## 国際彫刻シンポジウム
出典：  
石の彫刻家として、1967年より数々の国際彫刻シンポジウムに参加。
- 1967年　オーストリア　フィラッハにて、クラスタル彫刻シンポジウム (Bildhauersymposion Krastal)に参加。
- 1970年　オーストリア　モートハウセン彫刻シンポジウム　（Symposion Mauthausen）に参加。
- 1970　ドイツ　オゲルスハウゼンにて　彫刻シンポジウム　（Symposium Oggelshausen）に参加[5]。（後にフェーダー湖畔に移動。）
- 1970年と1972年　オーストリアのザンクトマルガレーテン　ブルゲンランドにて　ヨーロッパ彫刻シンポジウムに参加[6]。
- 1971-72年　ドイツ　ヌルンベルグの彫刻シンポジウム　（Gartengestaltung Langwasser Nürnberg）に参加。
- 1972 -76 オーストリアのザンクトマルガレーテンプロジェクト　ウィーンにてヨーロッパ彫刻シンポジウム(Symposion St. Margarethen Projekt Stephans-Platz Wien)に参加[5]。
- 1974年　 ドイツ　オーバープファルツ行政管区にて　アンビアンテ墓地彫刻シンポジウム（Symposion Embiente Friedhof Neumarkt）に参加。
- 1974年　ドイツ　バート・クロイツナハ彫刻シンポジウム (Symposion Bad Kreuznach)に参加。
- 1980年　ドイツ　ブレーメン彫刻シンポジウム（Symposion Bremen）に参加。
- 1985年　ノルウェー彫刻シンポジウム（Symposion Norge）に参加[7]。
- 1986年　オーストリア　ザルツブルクにて彫刻シンポジウムに共同設立者として参加。　（その後の芸術国際夏季アカデミーとなる）
- 1986年　ドイツ　ベルリン彫刻シンポジウム　（Syposion Kranoldplatz Berlin）に参加。
- 1987年　ドイツ　ベルリン彫刻シンポジウム（Syposion Wannsee Berlin）参加。
- 1988年　ドイツ　ノードホールン彫刻シンポジウム　（Symposium Nordhorn）に参加。
- 1991年　オーストリア　ザルツブルグ彫刻シンポジウム（Symposion Salzburg）に参加。
- 1994年 オーストリア　チロル彫刻シンポジウム（Symposion Hall in Tirol）に参加。
- 1996年　ノルウェー彫刻シンポジウム（Symposium Norge）に参加[7]。
- 2004年　ノルウェー彫刻シンポジウム（Symposium Norge）に参加[7]。
- 2007年　スロベニア　ポルトローズ　国際彫刻シンポジウム　フォルマヴィーヴァ　（Symposium Forma Viva in Portorož）に参加。
- 2009年　ノルウェー彫刻シンポジウム（Symposium Norge）に参加[7]。
- 2011年　ノルウェー彫刻シンポジウム（Symposium Norge）に参加[7]。
- 2012年 ノルウェー　エイデ彫刻シンポジウム（Symposium Eide）に参加。
- 2015年　ノルウェー彫刻シンポジウム（Symposium Norge）に参加[7]。

## 作品
出典：
- 1964年　三重県　鈴鹿に設置。
- 1967年 タイトル不詳（大理石), オーストリア　ミルスタットアムゼー（Millstatt am See）に設置。
- 1970年 タイトル不詳　オーストリア　オゲルスハウゼン　彫刻広場オゲルスハウゼンに設置。
- 1972年　ドイツ　バイエルン　マウエルン（Berlin / Mauern (Bayern)に設置。
- 1979年　ドイツ　バイエルン　マウエルン（Berlin / Mauern (Bayern)に設置。
- 1983年 Guten-Tag-Brunnen, ドイツ　ミュンヘン　ウエストパークに設置。
- 1984年 Rote Granitplatte,ドイツ　ベルリン　ブレイザーガーデン（Britzer Garten）に設置。
- 1986年 Wasserstein, ドイツ　ベルリン　クラノルドプラッツ（Kranoldplatz）に設置。
- 1987年 　ドイツ　ハノーファー　ファックホックシュール（Fachhochschule ）にて４点の彫刻設置。
- 1987年 Brunnenplastik, ドイツ　ベルリン　植物園（Botanischer Garten）に設置。
- 1987年 Lebensstrukturen, オーストリア　ザルツブルク　（Bildungshaus　Salzburg St. Virgil）にて設置。
- 1988年 Tisch - Nord/Süd, ドイツ　フレンズフェーゲン　（Nordhorn-Frenswegen）の彫刻の道に設置。
- 1988年 Steinener Brunnen,　ドイツ　ベルリン　フーゲランデ（FU-Gelände）に設置。
- 1988/89年 Wasserlinie, ドイツ　ベルリン　ワンネンバッドウェグ　（Wannseebadweg）に設置。
- 1989年 Brunnen, ドイツ　ウォートゼー　（Wörthsee (gemeente)）の市庁舎に設置。
- 1990年 Relief　ノルウェー　ラルヴィクに設置。
- 1991年 ノルウェー　ラルヴィクに設置。
- 2000年 Stein für Sarajevo セルビア サラエボに設置。
- 2003年 Antennenstein ノルウェー　ラルヴィクに設置。
- 2005年　ドイツ　ハノーファー（Gildekarree Hannover）に設置。
- 2010年　ドイツ　ポツダム　（Potsdam Hiroshima-Nagasaki-Platz）に設置。
- 2012年　ノルウェー（Norwegen）に設置。
- 2015年 ノルウェー（Norwegen Waremechan）に設置。
- 2015年　ノルウェー（Work）に設置。
- 2016年　ノルウェー（Norwegen）に設置。

## ギャラリー

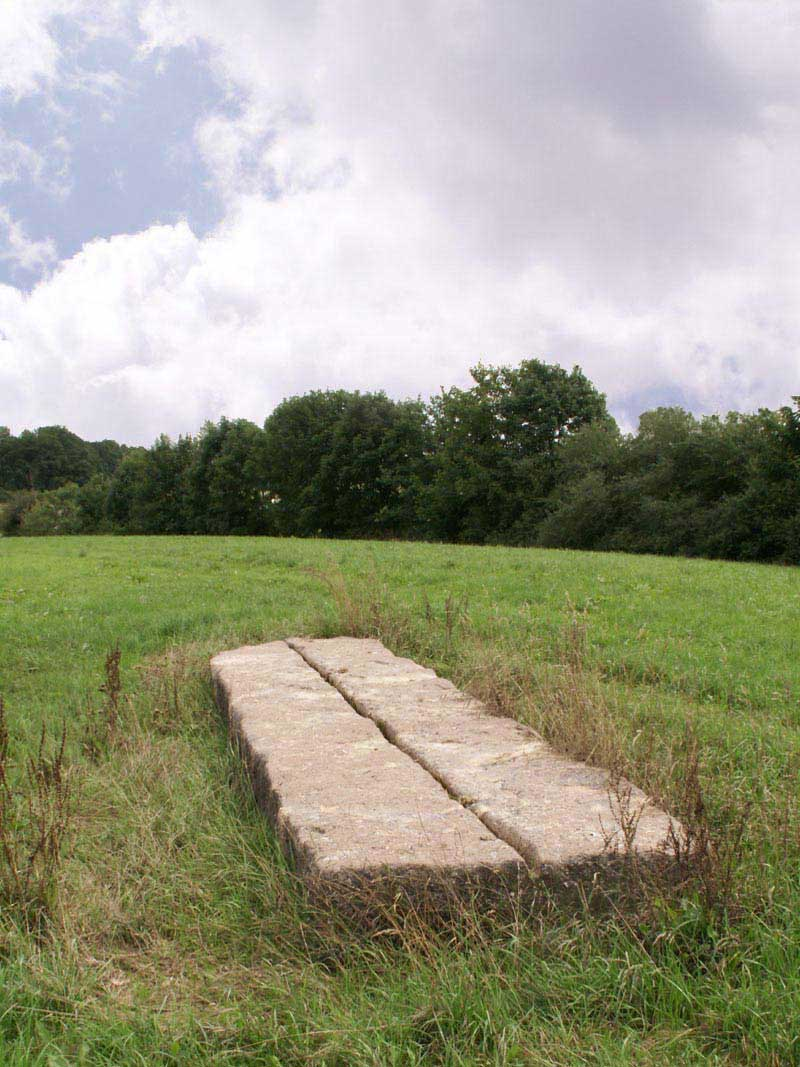
(1969/70) ドイツ　オゲルスハウゼン
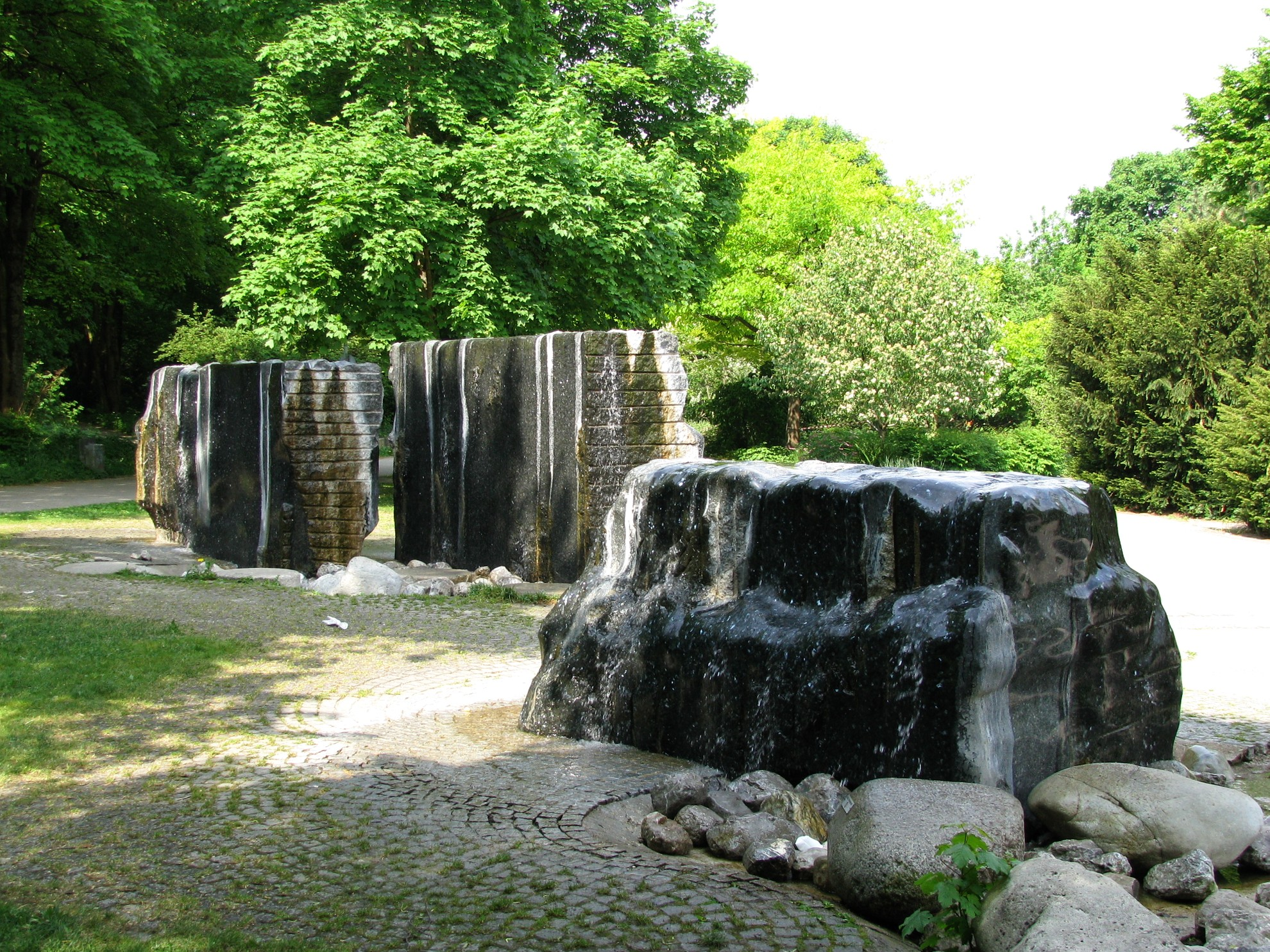
Guten-Tag-Brunnen (1983), ドイツ　ミュンヘン　ウエストパーク
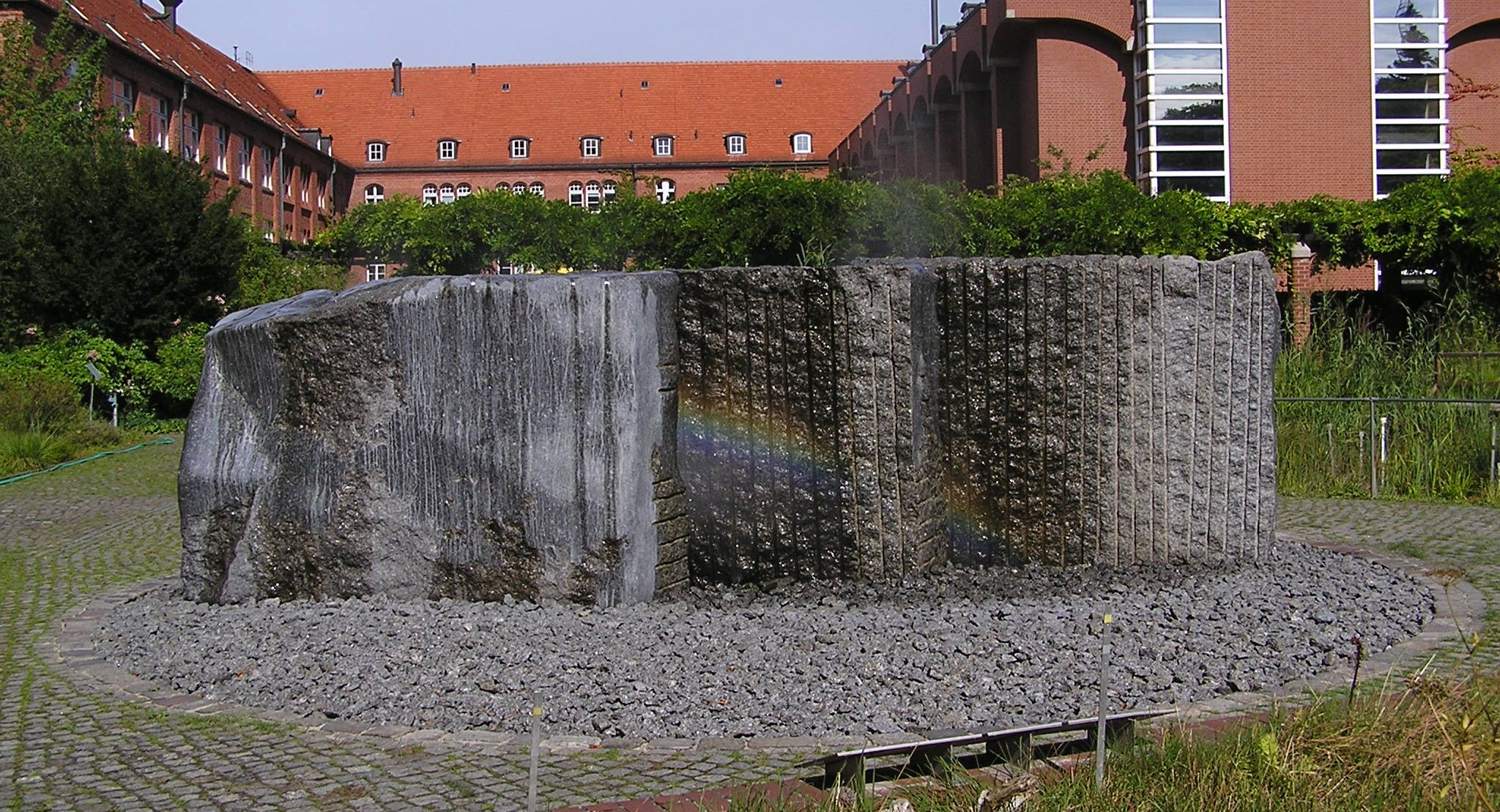
Brunnenplastik (1987) ドイツ　ベルリン

## 参照
- Stein und Makoto, G. und H. Verlag, ベルリン (2001)